# Stetten-Kaserne

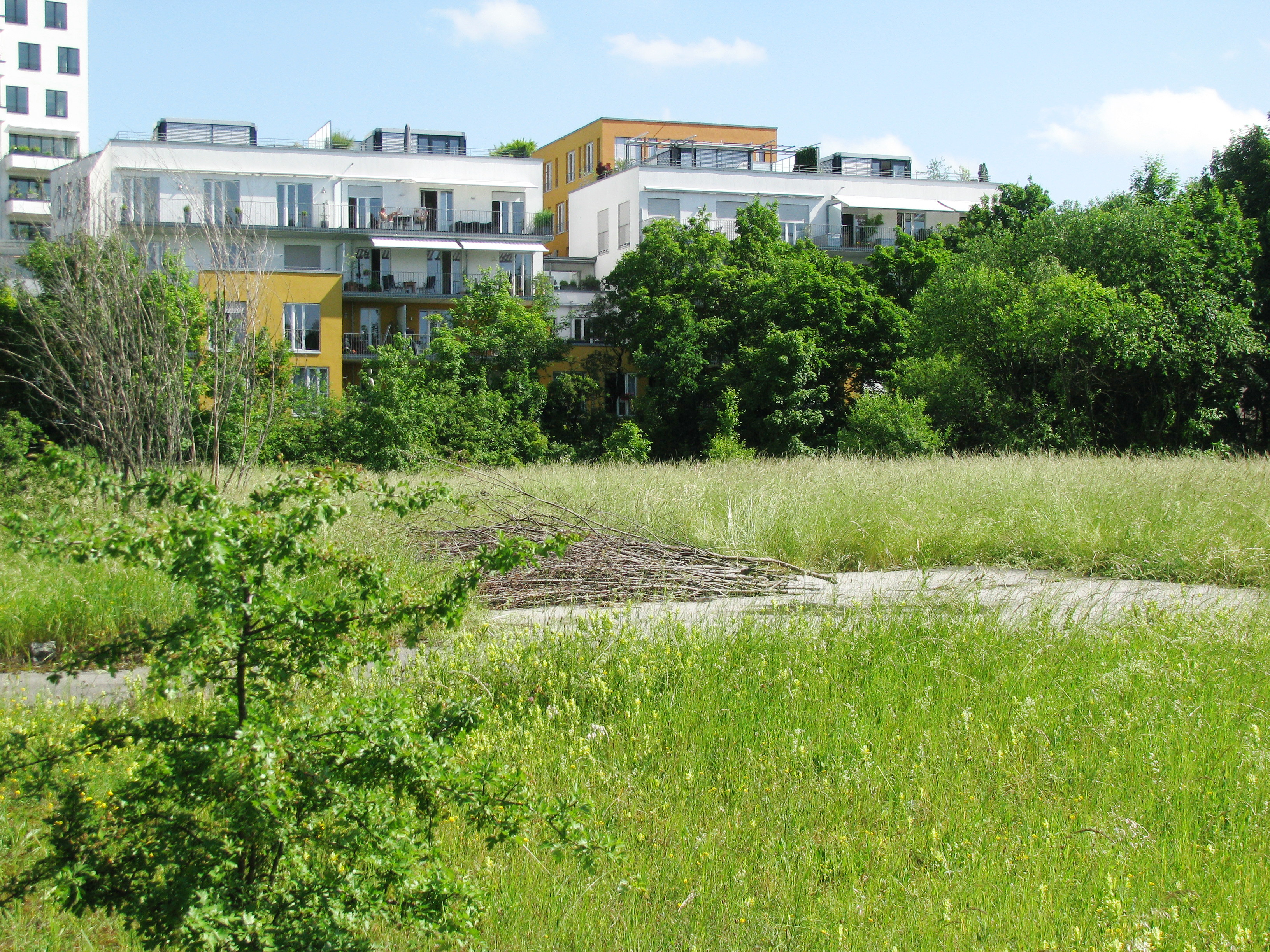
Biotop am Ackermannbogen auf dem Kasernengelände

Die Stetten-Kaserne war eine Kaserne auf dem Oberwiesenfeld im Münchner Stadtteil Schwabing.

## Geschichte
Sie wurde 1934 bei der Aufrüstung in der Zeit des Nationalsozialismus als Kradschützen-Kaserne erbaut und nach dem bayerischen Kavalleriegeneral Otto von Stetten benannt. 1945 wurde sie von der US-Armee belegt und in Indiana Depot umbenannt. Ab 1955/56 wurde sie (wieder unter dem Namen Stetten-Kaserne) von der Bundeswehr genutzt. Unter anderem war dort die Heeresoffizierschule III untergebracht. 1994 wurde die Stetten-Kaserne von der Bundeswehr aufgegeben. 
Das Gelände wurde in das Entwicklungsgebiet am Ackermannbogen einbezogen und im letzten der vier Bauabschnitte bebaut.

## Überbleibsel
Von der Stetten-Kaserne sind nur noch das erst 1960 erbaute Unterkunftsgebäude und das ebenfalls 1960 erbaute Fernmeldegebäude erhalten. Das Unterkunftsgebäude ist nach einem Umbau und Modernisierung heute ein Wohnheim des Studentenwerks mit 242 Einzelzimmern und 2 Wohnungen. Das Fernmeldegebäude wird vom Aus- und Fortbildungskanal M94,5 genutzt. Auf der Fläche des ehemaligen Hubschrauberlandeplatzes befindet sich heute das Biotop am Ackermannbogen.